# شرايين الكلى القطاعية الخلفية
شرايين الكلى القطاعية الخلفية ‏ هو شريان يتفرعُ من شريان كلوي.